# 成田国際空港振興協会
一般財団法人成田国際空港振興協会（なりたこくさいくうこうしんこうきょうかい）は、成田国際空港の利用者の便益増進を図る事業、成田空港と空港関係地域社会との調和を促進する事業等を行っている財団法人。元国土交通省所管。

## 概要
- 名称：一般財団法人成田国際空港振興協会(Narita International Airport Promotion Foundation) (略称 NPF)
- 設立年月日：昭和63年6月28日
- 代表者：会長　深谷　憲一

## 協会の目的
- 成田空港の利用者の便益増進を図る事業、成田空港と空港関係地域社会との調和を促進する事業等を行うことで、空港運営の円滑化と関係地域社会の発展に寄与することを目的とする。

## 主な事業内容
- 成田空港利用者の便益増進事業 
  - 旅客ターミナルビル施設ガイド、空港周辺観光ガイドマップ及び案内パンフレットの発行
  - リフレッシュルーム（シャワー、仮眠室）・プレイルームなどの旅客サービス施設の運営

- 成田空港と空港関係地域社会との調和促進事業 
  - 成田空港周辺地域親睦スポーツ大会
  - 国際交流会
  - 空港見学会

- 成田空港に係る広報活動事業 
  - 成田空港ハンドブックの作成・販売
  - ミニ情報誌（Narita Airport News）の発行

- 成田空港に関する調査研究事業 
  - 海外主要空港の調査、資料収集

- 成田空港の管理業務の一部を行う事業 
  - 航空機騒音等の調査
  - 大気質、水質の調査